# Sleepy Hollow, Wyoming
Artikeln behandlar förorten till Gillette, Wyoming. För andra betydelser, se Sleepy Hollow (olika betydelser).
Sleepy Hollow är en förort till staden Gillette i norra delen av den amerikanska delstaten Wyoming. Orten är belägen strax sydost om Gillette och hade en befolkning på 1 308 invånare vid 2010 års folkräkning.